# 2e régiment de cavalerie (États-Unis)
Pour les articles homonymes, voir 2e régiment.
Le 2e régiment de cavalerie (2nd Cavalry Regiment) est un régiment de cavalerie blindée américaine de l'United States Army encaserné depuis 2006 à Vilseck, Allemagne.

## Création et différentes dénominations
Il fut formé le 23 mai 1836 sous le nom de 2e régiment de dragons et participa à de nombreux conflits.
Il était auparavant connu sous le nom de 2nd Stryker Cavalry Regiment.
Le 2nd Stryker Cavalry Regiment a été réformé et entraîné pour utiliser des véhicules Stryker, utile pour la reconnaissance et l'infanterie mécanisée/motorisée.
Sa devise est « Toujours Prêt » (en français dans le texte).

## Historique

Stryker du 2e régiment de cavalerie en manœuvre en Bulgarie en 2009.

Il s'agit de l'un des plus vieux régiments des États-Unis. Il fut formé le 23 mai 1836 sous le nom de 2e régiment de dragons de la cavalerie des États-Unis et participa à de nombreux conflits.
Au début de la guerre de Sécession, George Armstrong Custer était alors avec le 2e régiment de cavalerie en tant que sous-lieutenant dans la bataille de Bull Run. Il s'illustre en capturant le premier drapeau confédéré et acquiert la réputation d'un chef de cavalerie intrépide.
Il participe à la guerre hispano-américaine et débarque à Cuba ; il prend part entre autres à la bataille de San Juan.
Il participe à la Première Guerre mondiale en France et la fleur de lys de son actuel insigne commémore cet engagement.
Durant la Seconde Guerre mondiale, le régiment participa au sein de la Troisième Armée des États-Unis à la libération de la France en 1944 et l'invasion de l'Allemagne en 1945.
Durant la guerre froide, dans un rôle de reconnaissance blindée, il surveille en Allemagne de l'Ouest un secteur de 660 km du rideau de fer le long de la frontière tchécoslovaque, son QG était alors à Nuremberg.

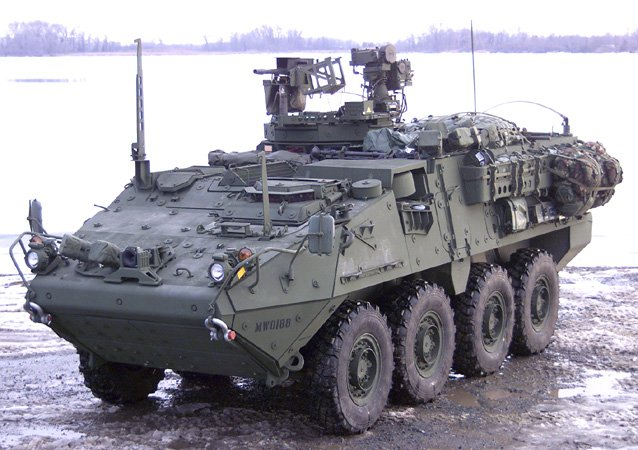
Véhicule d'appui-feu Stryker (M1131).

Il a participé à la guerre du Golfe où, équipé de chars M1 Abrams et de VCI M2 Bradley, il a affronté avec succès la division mécanisée Tawakalna de la Garde républicaine irakienne au sein du VIIe corps d'armée américain lors de la bataille de 73 Easting et à la guerre d'Irak où elle stationna à Bagdad.
Depuis le 15 septembre 2006, son QG se situe à Vilseck dans le sud de l'Allemagne. C’est une unité forte de 4 500 soldats équipé de blindés à roues Stryker, ce qui correspond davantage à une brigade mécanisée
À la suite de la crise en Ukraine, le 3 janvier 2022, mille militaires du régiment sont transférés vers l’est, la destination précise n’ayant pas été donnée. En date du 12 février 2022, une partie de cette unité se trouve déployés sur la base de Mihail Kogălniceanu (Constanța), au bord de la Mer Noire, en Roumanie.

## Composition

Insigne de grade de brigadier général pour l'armée américaine.

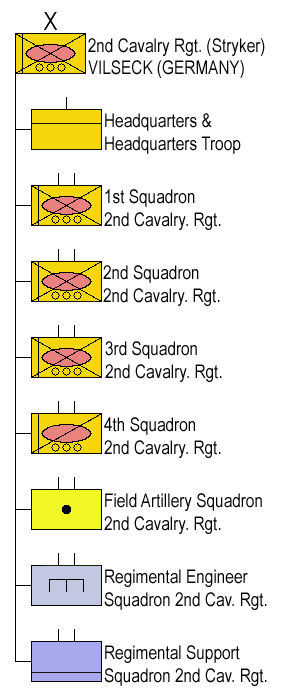
Structure du 2e régiment de cavalerie en 2015.

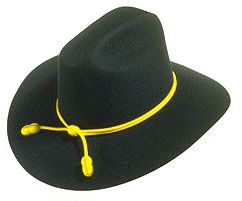
Le Stetson, ce couvre-chef fait partie de la tradition militaire de la cavalerie des États-Unis depuis 1865.

Structure du 2e régiment de cavalerie.

## Théâtres d'opérations

### Liste non exhaustive des principales participations

#### Seconde guerre séminole
Le 2d dragons a connu son premier combat pendant la Seconde guerre séminole. La compagnie D a fait ses premiers pas le 10 juin 1836 lors d'un engagement à Welika Pond, près de Fort Defiance, en Floride.

#### Guerre américano-mexicaine
En vertu d'une loi du Congrès du 23 août 1842, le régiment a été rebaptisé Régiment de fusiliers à compter du 4 mars 1843. Cette loi a été abrogée le 4 avril 1844 et le régiment est revenu à sa désignation précédente.

#### Guerre civile
Au début de la guerre de Sécession, en 1861, le régiment est rappelé sur le théâtre de l'Est et rebaptisé le 3 août 1861 sous le nom de Second Cavalry Regiment.

#### Guerres indiennes
À la fin de la guerre de Sécession, le 2e régiment de cavalerie a été envoyé vers l'ouest pour lutter contre les tribus indiennes hostiles et protéger les colons américains.

#### Guerre américano-philippine et la frontière mexicaine
Le 2e régiment de cavalerie a été envoyé aux Philippines pendant l'insurrection philippine peu de temps après leur mandat à Cuba. Du 23 janvier au 18 juillet 1905, ils participèrent à la campagne de Cavite, œuvrant à l'éradication des insurgés et à la sécurisation de la campagne environnante.

#### Première Guerre mondiale
Les États-Unis sont entrés dans la Première Guerre mondiale aux côtés des Alliés le 6 avril 1917. Le 2e régiment de cavalerie, alors qu'il était à Fort Ethan Allen (en), a été divisé en trois ; un tiers est resté comme le 2e de cavalerie, et les deux autres sont devenus le 18e régiment de cavalerie et le 19e régiment de cavalerie.

#### La Seconde Guerre mondiale
Le 15 mai 1942, le 2e régiment de cavalerie fait ses adieux à ses chevaux, et toutes les troupes et l'équipement sont transférés au nouveau 2e régiment blindé rattaché à la 9e division blindée (États-Unis).

#### Opération Tempête du désert
Lorsque la guerre du Golfe a commencé en 1990, le régiment qui dispose de 129 chars M1A1HA a reçu l'ordre de se déplacer en Arabie saoudite et de se préparer aux opérations de combat. À la mi-décembre, le 2e Armored Cavalry Regiment s'est établi dans le secteur du VIIe Corps au désert saoudien et a commencé à s'entraîner au combat. Lors des 82 heures de l'offensive terrestre de l'opération Tempête du désert, le régiment a parcouru plus de 190 km.

#### Guerre d'Irak
Le 5 avril 2003, le 2e escadron est à nouveau déployé dans le Golfe pour l'Opération Liberté irakienne. Le reste du régiment est arrivé en mai et a opéré dans l'est de Bagdad.

#### Guerre d'Afghanistan
Le 15 mars 2010, le ministère de la Défense a annoncé que le 2e régiment de cavalerie serait déployé en Afghanistan à l'appui de l'Opération Enduring Freedom et la Force internationale d'assistance et de sécurité en juillet 2010.

### Batailles & conflits

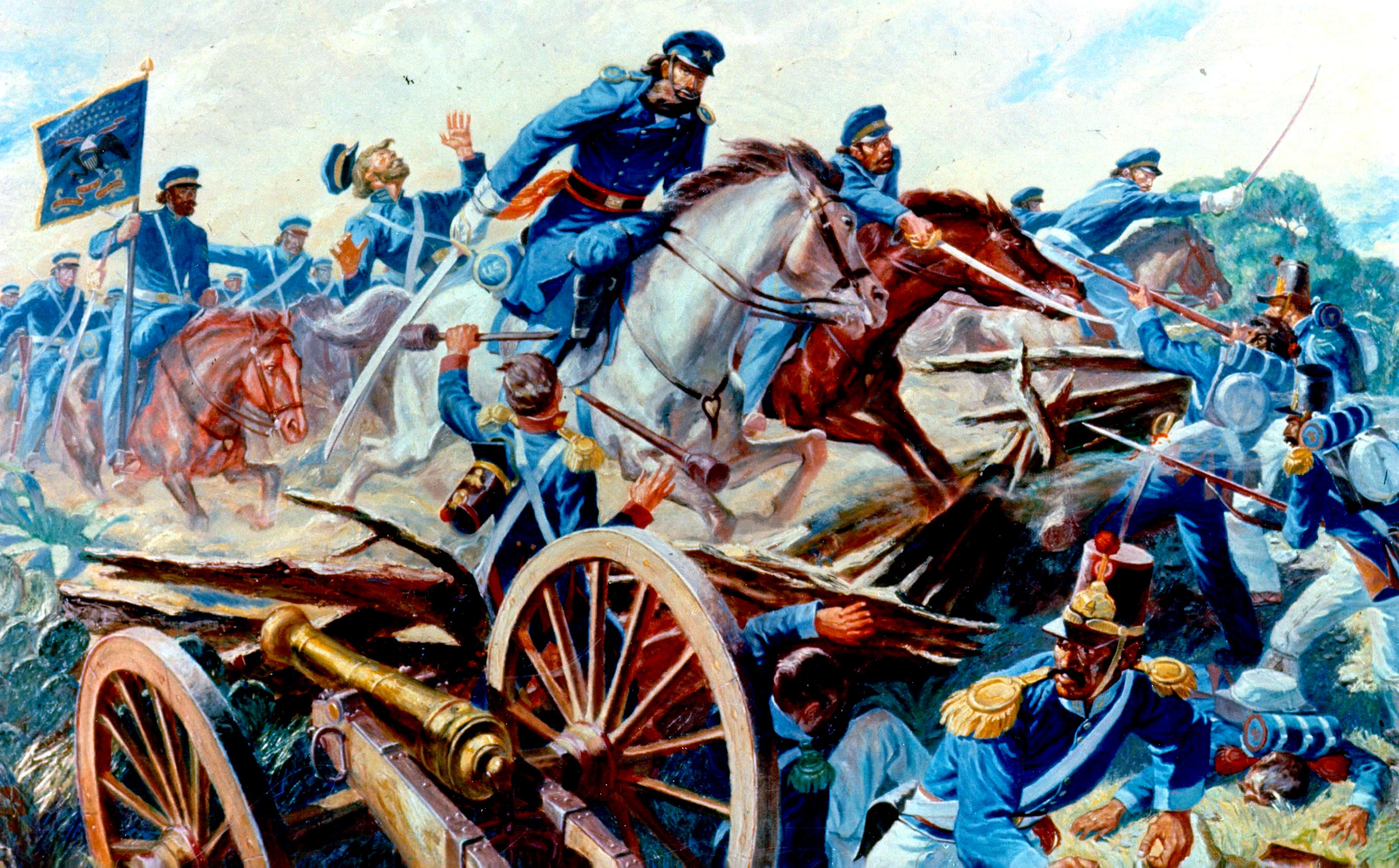
Tableau représentant une charge du second régiment de dragons durant la bataille du Resaca de la Palma, du 9 mai 1846.

#### Liste non exhaustive
- 1846 :
  - Bataille du Resaca de la Palma
- 1861-1862 :
  - Bataille de Bull Run
- 1898 :
  - Bataille de San Juan
- Première Guerre mondiale
- Seconde Guerre mondiale
- Guerre du Golfe
- 1991 :
  - Bataille de 73 Easting
- Guerre d'Irak
- Guerre d'Afghanistan (2001-2021)